# Alberto Marzaioli
Alberto Marzaioli (Maddaloni, 19 settembre 1938 – Caserta, 13 febbraio 2014) è stato un ciclista su strada italiano.
Professionista dal 1961 al 1965, partecipò a tre edizioni del Giro d'Italia dal 1962 al 1964.
Ha inoltre ottenuto un ottavo posto finale al Tour de Suisse 1963, nel quale chiuse al secondo posto la quinta tappa con arrivo a Les Diablerets.

## Piazzamenti

### Grandi Giri
- Giro d'Italia

1962: ritirato
1963: 61º
1964: 24º